# Sylvia Meagher
Sylvia Meagher geb. Orenstein (* 22. Juli 1921 in New York City; † 14. Januar 1989 ebenda) war eine US-amerikanische Medizinerin und Buchautorin.

## Leben
Sylvia Orenstein wuchs in einem orthodoxen jüdischen Heim auf und belegte später Abendkurse am Brooklyn College, wo sie den Lehrer James Meagher kennenlernte und heiratete. Nach dem Studium erhielt sie in New York eine Anstellung als Forschungsanalystin bei der Weltgesundheitsorganisation der Vereinten Nationen (WHO). 
Nach dem Attentat auf John F. Kennedy las sie mit großem Interesse den offiziellen Bericht der Warren-Kommission, der aus 26 Bänden besteht, und erarbeitete „eine lange Liste von absichtlichen Falschdarstellungen, Auslassungen, Verzerrungen und anderen Mängeln“. Außerdem erstellte sie dafür einen Index mit einem Sachregister und einem Personenregister, den sie 1965 veröffentlichte. Wie Meagher betonte, ähnele das Studium der gesamten 26 Bände ohne einem Sachregister „einer Suche nach Informationen in der Encyclopædia Britannica, wenn die Artikel in dieser keine Überschriften hätten und in zufälliger – statt alphabetischer – Reihenfolge angeordnet wären“.
Daneben half Meagher anderen Journalisten bei ihren Recherchen nach den wahren Hintergründen des Attentats, darunter Mark Lane, Léo Sauvage und Edward Jay Epstein.
1967 publizierte sie das Buch Accessories after the Fact: The Warren Commission, the Authorities, and the Report on the JFK Assassination. Darin vertrat sie die (umstrittene) Auffassung, dass Kennedy nicht von Lee Harvey Oswald, sondern von einer Gruppe von Exilkubanern getötet wurde, die auch Fidel Castro ermorden wollte.
Der Politiker Richard Schweiker, der ab 1976 Mitglied des House Select Committee on Assassinations war, wies darauf hin, dass das Buch maßgeblich dazu beitrug, dieses Komitee zu gründen und das Kennedy-Attentat erneut zu untersuchen.

## Publikationen
- Subject Index to the Warren Report and Hearings and Exhibits, New York: Scarecrow Press 1966
- Accessories after the Fact: The Warren Commission, the Authorities, and the Report on the JFK Assassination, Indianapolis: Bobbs-Merrill 1967
- Master Index to the John F. Kennedy Assassination Investigations, Metuchen, New Jersey: Scarecrow Press 1981; ISBN 978-0810813311